# فكتور كلي

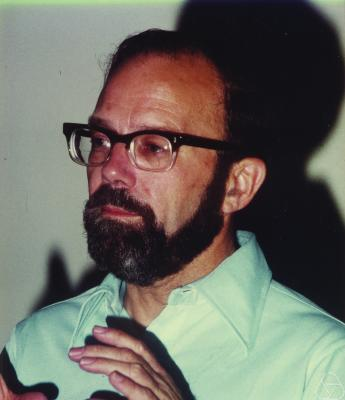
فكتور كلاي في عام 1980م.

فكتور إل. كلاي، جي آر. (بالإنجليزية: Victor Klee)‏ (18 سبتمبر، 1925م، سان فرانسيسكو - 17 أغسطس، 2007م، ليكوود، أوهايو) هو رياضياتي تخصص في المجموعة المحدبة، والتحليل الدالي، وتحليل الخوارزميات، والاستمثال، والتركيبات. قضى معظم حياته المهنية في جامعة واشنطن بـسياتل.
وُلد كلاي في سان فرانسيسكو، وحصل على درجة الباكلوريوس في عام 1945م مع عدة تكريمات من كلية بومونيا، وتخصص في الرياضيات والكيمياء. وقد عمل على دراسات تخرجه، من ضمنها أطروحة في المجموعات المحدبة في المستوى الخطي، وحصل على الدكتوراه في الرياضيات من جامعة فرجينيا عام 1949م. بعد التدريس لعدة سنوات في جامعة فرجينيا، انتقل في عام 1953م إلى جامعة واشنطن في سياتل، حيث عمل عضواً في الكلية لمدة 54 سنة. كتب كلاي أكثر من 240 ورقة بحثية. وعرض مقترح مسألة كلي للقياس ونظرية المعرض الفني. وسُميت الكلايتوبس نسبةً له، وكذلك مكعب كلاي منتي، والذي أظهر أن طريقة التبسيط للـبرمجة خطية لا تعمل في التعقيد الزمني.
عمل كلاي رئيساً في جمعية الرياضيات الأمريكية من عام 1971م إلى عام 1973م. وفي عام 1972م فاز بجائزة لستر آر. فورد.

## وصلات خارجية
- الهندسة التطبيقية والرياضيات المنفصلة. مجلد مُكرّس لكلاي في عيد ميلاده الخامس والستون.
- فكتور كلي في شجرة علماء الرياضيات.